# ヘワ・ボラ航空952便墜落事故
ヘワ・ボラ航空952便墜落事故（ヘワ・ボラこうくう952びんついらくじこ）は、2011年7月8日に発生した航空事故である。ヌジリ国際空港からバンゴカ国際空港へ向かっていたヘワ・ボラ航空952便（ボーイング727-22）がバンゴカ国際空港へのアプローチ中に墜落し、乗員乗客118人中74人が死亡した。

## 事故機

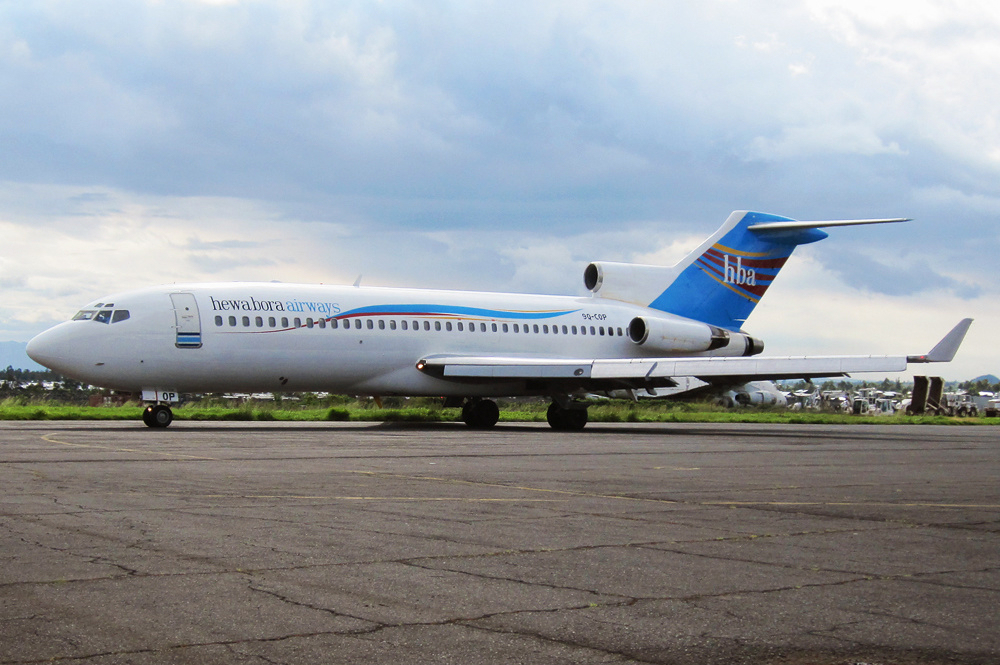
2010年5月に撮影された事故機

事故機のボーイング727-22（9Q-COP）は製造番号18323として製造されて1965年9月11日に初飛行し、同年にユナイテッド航空に納入された。その後、大韓航空やワールド・エアウェイズ、ラデコ航空等を経て2010年4月にヘワ・ボラ航空の機材となった。事故当時は製造から46年経過しており、総飛行時間は52,613時間であった。

## 事故の経緯
952便は乗客112人と乗員6人を乗せてキンシャサのヌジリ国際空港を出発し、バンゴカ国際空港へと向かった。現地時間15時00分頃、952便はバンゴカ国際空港の滑走路13への進入を試みたものの、進入は中止されることとなった。その後、952便は反対側の滑走路31にアプローチしたが、同滑走路の端から約400メートル離れた地点に墜落した。
事故当時、この地域では雷雨が発生しており、視界も悪かったことが報告されている。バンゴカ国際空港には公式のIAPがなかったが、VOR/DMEは利用できる状態にあった。
当初、死傷者数に関する報道は様々であったが、最終的に事故による死者数は74人とされた。

## 死傷者
死傷者の内訳は以下の通り。
|      | 死者 | 生存者 | 合計 |
| ---- | ---- | ------ | ---- |
| 乗員 | 4    | 2      | 6    |
| 乗客 | 70   | 42     | 112  |

調査の結果、犠牲者の内5人の名前は乗客名簿に記載されておらず、その内の何人かは別人の名前で登録された航空券を使用していたことが判明した。また、犠牲者の中にはカトリックイサンギ教区の司教であったカミーユ・レンビ・ザネリがいた。

## 事故調査
事故調査委員会が設置され、事故から1ヶ月後の2011年8月に暫定の事故調査報告書が出された。しかし、コックピットボイスレコーダー（CVR）やフライトデータレコーダー（FDR）は記録を分析するために国家運輸安全委員会へと送られていたため、これらの記録は事故調査報告書に含まれていなかった。
事故調査委員会によって、952便のパイロットがバンゴカ国際空港の気象条件についての判断を誤っていたことや、キサンガニの管制官がパイロットに伝えた気象情報も不正確であったことが判明した。
また、952便の機長はマクドネル・ダグラス MD-82の操縦資格を保有していたものの、ボーイング727の操縦資格は失効しており更新待ちであったことが明らかになった他、キサンガニの管制塔も人手不足であり、管制官の何人かは適切な資格を保有していなかったことが判明した。さらに、管制塔内の全ての無線通信を録音しているはずであった2つの施設も機能していなかった。

## 事故後
コンゴ民主共和国の運輸省は、ヘワ・ボラ航空が本事故の前にも2008年4月15日の122便の事故や2010年6月21日の601便の事故を起こしているなど、事故を繰り返していることを理由にヘワ・ボラ航空の航空運送事業許可を取り消した。